# Christoph Klarer
Christoph Klarer (Böheimkirchen, 14 giugno 2000) è un calciatore austriaco, difensore del Birmingham City.

## Carriera

### Club
Cresciuto nel settore giovanile del Southampton, il 7 gennaio 2020 viene ceduto in prestito al St. Pölten fino al termine della stagione; ha esordito fra i professionisti il 16 febbraio successivo, in occasione dell'incontro di Bundesliga pareggiato per 2-2 contro l'Admira Wacker Mödling. Conclude la stagione con 14 presenze e una rete tra campionato e coppa. Il 5 ottobre 2020 viene ceduto a titolo definitivo al Fortuna Düsseldorf.

### Nazionale
Ha giocato in tutte le nazionali giovanili austriache comprese tra l'Under-15 e l'Under-21.

## Statistiche

### Presenze e reti nei club
Statistiche aggiornate al 13 settembre 2022.
| Stagione        | Squadra            | Campionato      | Campionato | Campionato | Coppe nazionali | Coppe nazionali | Coppe nazionali | Coppe continentali | Coppe continentali | Coppe continentali | Altre coppe | Altre coppe | Altre coppe | Totale | Totale |
| Stagione        | Squadra            | Comp            | Pres       | Reti       | Comp            | Pres            | Reti            | Comp               | Pres               | Reti               | Comp        | Pres        | Reti        | Pres   | Reti   |
| --------------- | ------------------ | --------------- | ---------- | ---------- | --------------- | --------------- | --------------- | ------------------ | ------------------ | ------------------ | ----------- | ----------- | ----------- | ------ | ------ |
| gen.-giu. 2020  | St. Pölten         | BL              | 13         | 0          | CA              | 1               | 1               |                    | -                  | -                  |             | -           | -           | 14     | 1      |
| 2020-2021       | Fortuna Düsseldorf | 2L              | 13         | 0          | CG              | 1               | 0               |                    | -                  | -                  |             | -           | -           | 14     | 0      |
| 2021-2022       | Fortuna Düsseldorf | 2L              | 31         | 3          | CG              | 2               | 0               |                    | -                  | -                  |             | -           | -           | 33     | 3      |
| 2022-2023       | Fortuna Düsseldorf | 2L              | 6          | 0          | CG              | 1               | 0               |                    | -                  | -                  |             | -           | -           | 7      | 0      |
| Totale carriera | Totale carriera    | Totale carriera | 63         | 3          |                 | 5               | 1               |                    | -                  | -                  |             | -           | -           | 68     | 4      |

## Palmarès

### Club

#### Competizioni nazionali
- Football League One: 1

Birmingham City: 2024-2025